# 荒井啓志
荒井 啓志（あらい けいし、1999年〈平成11年〉6月16日 - ）は、日本の俳優。宮城県出身。エイベックス・マネジメント・エージェンシー所属。

## 略歴
2022年、明治学院大学在学中に日本一の男子大学生を決めるコンテスト「CAMPUS BOY 2022」でグランプリを獲得したことをきっかけに、芸能活動をスタートする。

## 人物
5人兄弟の末っ子（姉／姉／兄／兄）。
小学1年生から高校卒業まではバスケットボールに打ち込んでいた。
初の連続ドラマレギュラー出演となった「愛の、がっこう。」ではナンバー1ホストを演じたが、実際に学生時代約2年半ホストとして働いた経験がある。

## 出演

### 映画
- ファストブレイク （2024年）- 角野慎之助 役
- 遺書、公開。 （2025年）- 沖正彰 役
- 君がトクベツ（2025年）

### 舞台
- 星に願いを。～欲望にまみれた哀れな人間達よ～（2023年7月26日-7月30日、ラゾーナ川崎プラザソル）

### テレビドラマ
- 時をかけるな、恋人たち 第3話（2023年10月24日、関西テレビ・フジテレビ）
- キス×kiss×キス～LOVE ii SHOWER〜 第5話（2023年12月21日、テレビ東京）
- 好きやねんけどどうやろか 第6、7、10話（2024年2月16日、23日、3月15日、読売テレビ）
- ビリオン×スクール 第1話（2024年7月5日、フジテレビ）
- ほんとにあった怖い話 25周年スペシャル（2024年8月17日、フジテレビ）
- 愛の、がっこう。（2025年7月10日- 、フジテレビ） - 神門つばさ 役

### 配信ドラマ
- 絶対BLになる世界VS絶対BLになりたくない男 シーズン3（2023年、LEMINO）
- ごっこ倶楽部（2023年、TikTok）
- CUL DRAMA（2024年、YouTube）

### テレビバラエティ
- ミュージックジェネレーション（2024年10月10日、フジテレビ）
- ギャン泣きくん（2025年3月26日、日本テレビ・中京テレビ)

### 配信バラエティ
- テンキス ～キスすると人は恋に落ちるのか？～（2023年、LEMINO)
- ラブパワーキングダム～恋愛強者選挙～（2025年、Abema）

### ミュージックビデオ
- moon drop「閃光花火」（2024年）